# Clenora engonata
Clenora engonata är en fjärilsart som beskrevs av Swinhoe 1899. Clenora engonata ingår i släktet Clenora och familjen silkesspinnare. Inga underarter finns listade i Catalogue of Life.